# Jarabacoa
Jarabacoa är en stad i La Vegaprovinsen i Dominikanska republiken. Den ligger i kommunen Jarabacoa som blev kommun 1858.

### Fotnoter
1. ↑  ”IX CENSO NACIONAL DE POBLACIÓN Y VIVIENDA 2010”. https://www.one.gob.do/media/ohbh0mih/informegeneral-censo-2010.pdf. Läst 21 oktober 2021.
2. ↑  ”Historia educativa de Jarabacoa (1858-2011)” (på spanska). Prensa Dominicana. 16 mars 2012. Arkiverad från originalet den 14 oktober 2015. https://archive.is/20151014195126/http://notijarabacoa.com/v2/index.php?option=com_content&view=article&id=67:historia-educativa-de-jarabacoa-1858-2011&catid=43:la-voz-de-mi-pueblo&Itemid=61. Läst 14 oktober 2015.